# Rhipidoglossum orientalis
Rhipidoglossum orientalis é uma espécie de orquídea, família Orchidaceae, que existe nas Montanhas Uluguru, na Tanzânia. Trata-se de planta epífita, monopodial com caule que mede menos de doze centímetros de comprimento; cujas pequenas flores tem um igualmente pequeno nectário sob o labelo.

## Publicação e sinônimos
- Rhipidoglossum orientalis (Mansf.) Szlach. & Olszewski, in Fl. Cameroun 36: 850 (2001).

Sinônimos homotípicos:
- Sarcorhynchus orientalis Mansf., Notizbl. Bot. Gart. Berlin-Dahlem 13: 412 (1936).
- Diaphananthe orientalis (Mansf.) F.N.Rasm., Norweg. J. Bot. 21: 229 (1974).